# Индор
Индор (хинд. इंदौर) је град у Индији у држави Мадја Прадеш. По подацима из 2001. године у граду је живело 1.516.918 становника. 

## Становништво
Према незваничним резултатима пописа, у граду је 2011. живело 1.960.631 становника.
| 1991.     | 2001.     | 2011.     |
| --------- | --------- | --------- |
| 1.091.674 | 1.474.968 | 1.960.631 |